# T-Stoff
T-Stoff ist eine Abkürzung und meist als Deckname genutzte Bezeichnung für ein Chemikaliengemisch bzw. für Derivate. Die Bedeutung wechselte mit dem Zeitraum der Begriffsverwendung und kann daher nur im jeweiligen Zusammenhang interpretiert werden:

## Erster Weltkrieg
Im Ersten Weltkrieg wurden mit „T-Stoff“ Verbindungen der Gruppe der Xylylbromide bezeichnet, die ähnlich wie Bromaceton (damals auch „B-Stoff“ genannt) als Reizstoff wirken und als Augenkampfstoffe verwendet wurden. Der Name rührt her vom Chemiker Hans Tappen, der diese Verwendung im November 1914 der Obersten Heeresleitung vorschlug. Mit dem Stoff gefüllte „T-Granaten“ wurden im Januar 1915 erstmals an der Ostfront eingesetzt. Da sie dort und später an der Westfront ohne nennenswerte Wirkung blieben, wurde dieser Kampfstoff bald durch Chlorgas, Phosgen und weitere ersetzt.

## Zweiter Weltkrieg
Im Zweiten Weltkrieg wurde die Bezeichnung „T-Stoff“ für einen Oxidator verwendet, der in dem Triebwerk Walter HWK 109-509 eingesetzt wurde, das in den Raketenflugzeugen Messerschmitt Me 163 und Bachem Ba 349 zum Einsatz kam.
T-Stoff bestand aus einer Mischung von 80 % Wasserstoffperoxid und geringen Mengen von 8-Hydroxychinolin. Wasserstoffperoxid ist ein starkes Oxidationsmittel, das von der Wehrmacht auch für den Gasgenerator der A-4-Rakete eingesetzt wurde. Auch in den ersten Versionen der R-7-Trägerrakete und der Redstone wurde Wasserstoffperoxid im Gasgenerator eingesetzt. Dort wurde es mit Kaliumpermanganat kombiniert, das den immer vorhandenen Eigenzerfall beschleunigt. Die einzige Trägerrakete, die Wasserstoffperoxid als Oxidator einsetzte, war die britische Black Arrow.
Dieser Eigenzerfall ist das Hauptproblem von hochkonzentriertem Wasserstoffperoxid. Schon bei der Anwesenheit kleiner Spuren von Nickel nimmt er zu, wobei die dabei freiwerdende Wärme die Reaktion beschleunigt. Auch andere Metalle wirken als Katalysator. Daher wurde 8-Hydroxychinolin als Stabilisator zugesetzt, eine Substanz, die auch als Komplexbildner Metallspuren bindet.
In der Me 163 wurde T-Stoff zusammen mit dem Verbrennungsträger C-Stoff (eine Mischung aus 57 % Methanol, 30 % Hydrazinhydrat und 13 % Wasser) eingesetzt. Die Kombination war hypergol, entzündet sich daher beim Kontakt von selbst. Der Verbrennungsdruck betrug 24 Atmosphären (etwa 24.000 hPa). Das Triebwerk Walter HWK 109-509 war im Schub zwischen 5 und 15 kN regelbar. Die Treibstoffvorräte begrenzten die maximale Brenndauer aber auf rund 5 Minuten.
T-Stoff ist sehr aggressiv und zerfrisst in kürzester Zeit viele organische Materialien. Die Piloten bestiegen die Maschinen in einem säurefesten Spezialanzug, der jedoch „nur psychologischer Natur“ war.